# Tricentra amibomena
Tricentra amibomena är en fjärilsart som beskrevs av Louis Beethoven Prout 1918. Tricentra amibomena ingår i släktet Tricentra och familjen mätare. Inga underarter finns listade i Catalogue of Life.